# Villagarcía de Campos
Villagarcía de Campos ist ein nordspanischer Ort und eine Gemeinde (municipio) mit 288 Einwohnern (Stand: 2024) im Nordosten der Provinz Valladolid der Autonomen Gemeinschaft Kastilien-León.

## Lage
Der Ort Villagarcía de Campos liegt am Río Sequillo im Zentrum der Comarca Tierra de Campos in der kastilischen Hochebene in einer Höhe von etwa 718 m ü. d. M. Die Provinzhauptstadt Valladolid befindet sich gut 52 km (Fahrtstrecke) südöstlich; die historisch bedeutsame Kleinstadt Medina de Rioseco ist knapp 19 km in nordöstlicher Richtung entfernt. Das Klima im Winter ist durchaus kalt, im Sommer dagegen warm bis heiß; die spärlichen Regenfälle (ca. 400 mm/Jahr) fallen verteilt übers ganze Jahr.

## Bevölkerungsentwicklung
| Jahr      | 1842 | 1900 | 1950 | 2000 | 2016 |
| Einwohner | 620  | 959  | 822  | 440  | 330  |

Der Bevölkerungsrückgang im 20. Jahrhundert ist im Wesentlichen auf die Mechanisierung der Landwirtschaft und den damit einhergehenden Verlust von Arbeitsplätzen zurückzuführen.

## Wirtschaft
Die auf den fruchtbaren Lehm- und Lössböden der Tierra de Campos betriebene Feldwirtschaft und die Haltung von Kleinvieh (v. a. Hühner) bildeten jahrhundertelang die Lebensgrundlage der als Selbstversorger lebenden Bevölkerung der Region; Pferde und Esel wurden als Zug- und Tragtiere gehalten. Seit dem Mittelalter entwickelten sich auch Handwerk, Kleinhandel und Dienstleistungsbetriebe aller Art, die jedoch inzwischen zumeist wieder verschwunden sind.

## Geschichte
In vorrömischer Zeit gehörte die Region zum Siedlungsgebiet des keltischen Volksstamms der Vaccäer; später kamen Römer und Westgoten und im 8. Jahrhundert wurde das Gebiet von den Mauren überrannt – alle vier Kulturen haben jedoch in dem ehemals möglicherweise bewaldeten Gebiet keine archäologisch verwertbaren Spuren hinterlassen. Bereits im 9. Jahrhundert eroberten asturisch-leonesische Heere die Gebiete nördlich des Duero zurück (reconquista). Ende des 10. Jahrhunderts machte der maurische Heerführer Almansor die christlichen Erfolge vorübergehend wieder zunichte, aber im 11. Jahrhundert dehnte das Königreich León sein Herrschaftsgebiet erneut bis zur Duero-Grenze aus. Nach vorangegangenen Versuchen vereinigte sich León im Jahr 1230 endgültig mit dem Königreich Kastilien, doch kam es immer wieder zu Auseinandersetzungen. Seine Blütezeit erlebte der Ort im ausgehenden Mittelalter und in der frühen Neuzeit.

## Sehenswürdigkeiten

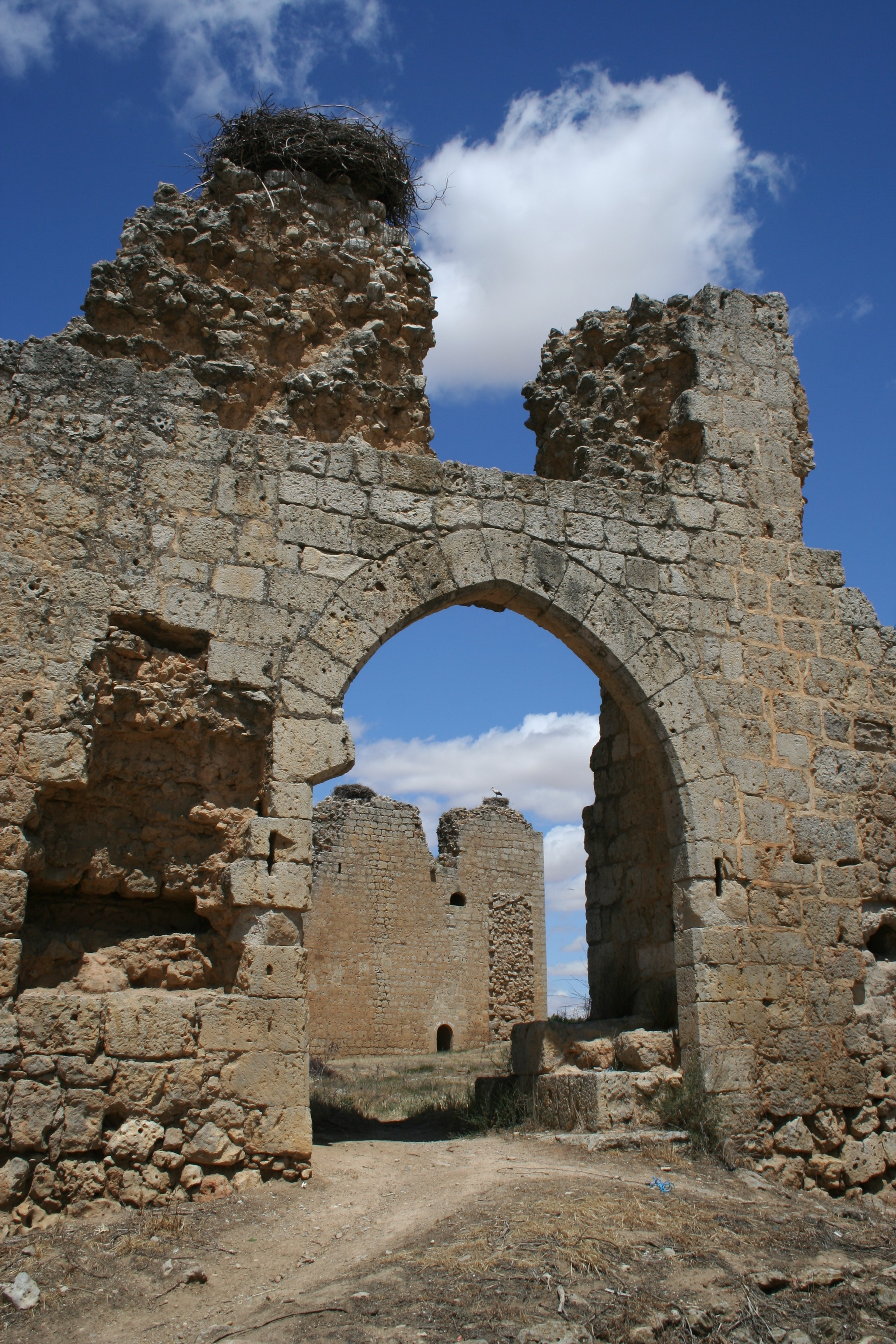
Palacio de los Quijada

- Die Geschichte der am nördlichen Ortsrand gelegenen Burgruine (castillo) reicht bis ins frühe 14. Jahrhundert zurück; im Jahr 1387 kam die Burg an die Familie Quijada. Mitte des 16. Jahrhunderts weilte hier auf Wunsch seines Vaters Karl V. sein in Regensburg geborener natürlicher Sohn „Jeromin“ oder „Gerónimo“, der später unter dem Namen Don Juan de Austria (1547–1578) bekannt werden sollte. Zu einem unbekannten Zeitpunkt wurde die Burg aufgegeben und verfiel.
- Die im Südosten des Ortes gelegene und lange Zeit unter der Leitung des Jesuitenordens stehende Colegiata de San Luis ist dem französischen König Ludwig dem Heiligen (reg. 1226–1270) geweiht und wurde im Jahr 1580 von Doña Magdalena de Ulloa, der Adoptivmutter von Juan de Austria in Auftrag gegeben. Sie entstand nach Plänen des Architekten Rodrigo Gil de Hontañón; ausführender Baumeister war jedoch Juan Vega y Pedro de Tolosa. Die Strenge der Fassade wird etwas gemildert durch Rundungen und kugelförmige Aufsätze seitlich des Giebelfeldes; außerdem ist sie mit drei Wappenschilden geschmückt, von denen das untere jedoch später hinzugefügt wurde. Größter Schatz im dreischiffigen Innern der Kirche ist der nach Plänen von Juan de Herrera gestaltete Hauptaltar. Zwei Nebenaltäre sind Ignatius von Loyola (1491–1556) und dem Missionar Franz Xaver (1506–1552) geweiht. Die Kirche und ihre Nebengebäude dienen heute als Museum für sakrale Kunst.[5]
- Die bereits im 15. Jahrhundert entstandene Pfarrkirche (Iglesia de San Pedro) überrascht mit einem querrechteckigen Glockenturm, dessen Obergeschosse im Mudéjarstil gestaltet und aus Ziegelsteinen gemauert sind. Der Eingang befindet sich auf der Südseite; die drei Kirchenschiffe sind mit offenen hölzernen Dachstühlen gedeckt.[6]